# Château de Lopshorn
Le château de chasse de Lopshorn était une résidence d’été des princes de Lippe, située à l’est de Augustdorf sur le versant sud  de la Forêt de Teutberg dans la Senne. À proximité immédiate se trouve le haras dans lequel les chevaux de la race Senner ont été élevés. Le 11 juin 1945, Lopshorn a été détruit par un incendie volontaire et les ruines sont tombées en décrépitude au cours du temps, ce qui fait qu’il ne reste presque plus rien du site d’origine. Il existe toutefois des projets pour réhabiliter au même endroit le château et le haras selon les plans originels. 

## Histoire d'un château de chasse

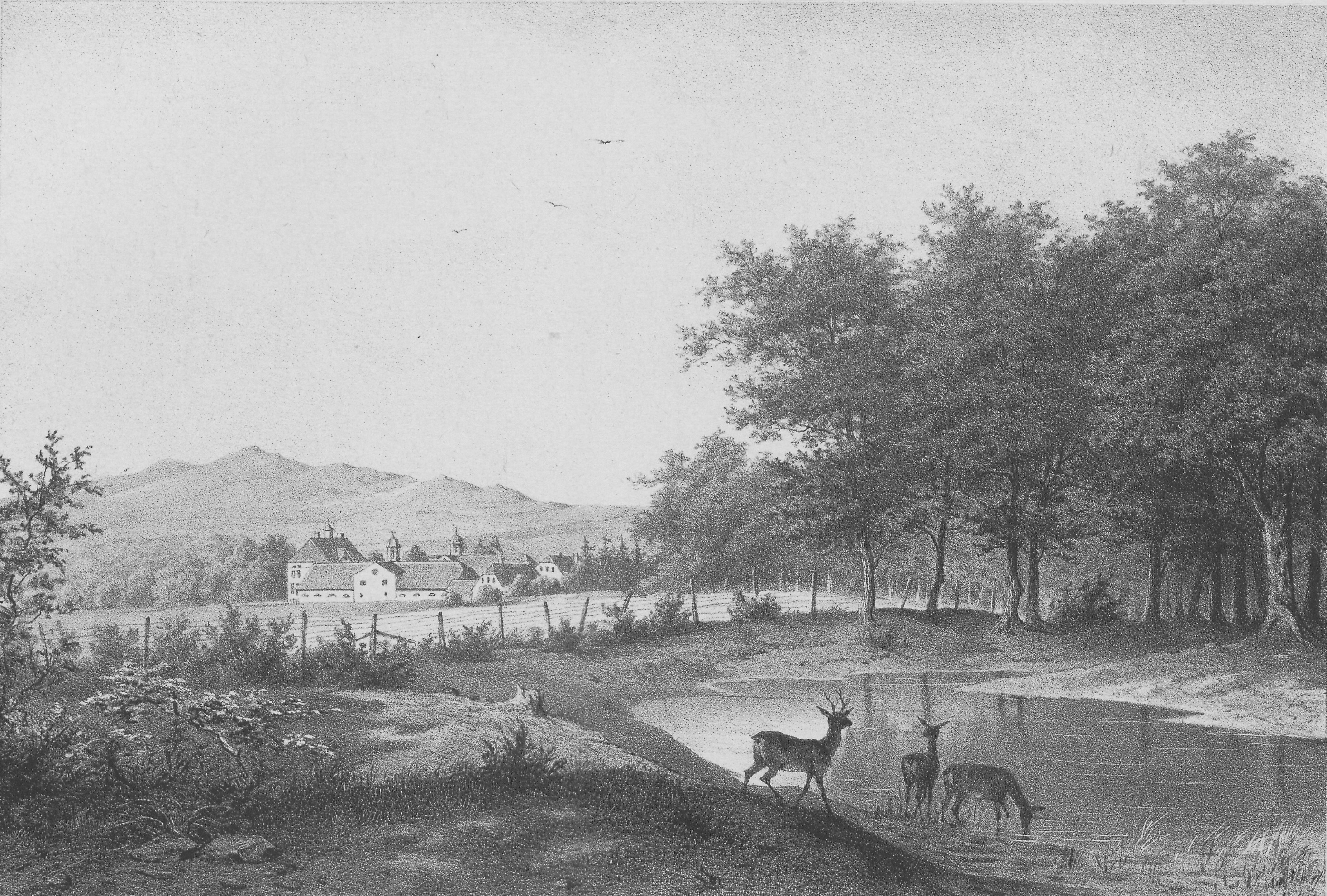
Le pavillon de chasse en 1875 (Dessin de Ludwig Menke).

Au milieu du XVIe siècle, les souverains transférèrent le haras des Senner dans une région au nord de la Senne, qui portait depuis des siècles le toponyme de Lopshorn ou Lobshorn. En 1657, le comte Herman-Adolphe de Lippe y érigea un pavillon de chasse. Son fils Simon-Henri de Lippe le remplaça en 1685 par un château, complété en 1690 par une métairie et dont les principales caractéristiques restèrent inchangées jusqu’en 1945.
Sur une gravure du haras Senner de la fin du XVIIIe siècle on peut voir que les bâtiments du haras encadraient le château. D’un côté se trouvaient les stalles, de l’autre, l’armurerie, dont subsistent encore aujourd’hui les écussons du comte Frédéric-Adolphe de Lippe, de son épouse et de l’épouse du comte Simon-Henri. A côté du haras et du château, se trouvait une métairie chargée de ravitailler les habitants. L’ensemble du complexe, symétriquement disposé, était entouré d’une simple clôture percée d’une porte.

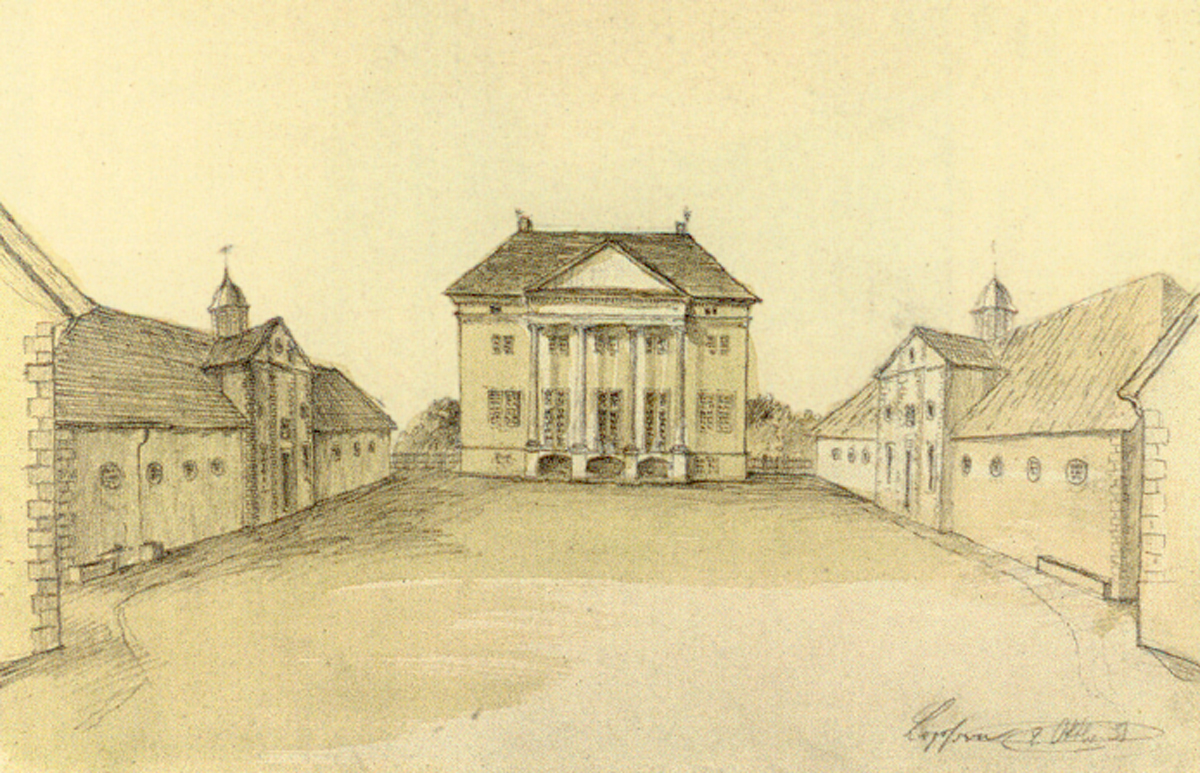
Lopshorn et les bâtiments annexes vers 1851 (Dessin au crayon d’Emil Zeiß).

L’armurerie fut détruite par un incendie  au début du XIXe siècle, mais  rapidement reconstruite. Vers cette époque, une fontaine baroque octogonale avec un puits de 150 mètres fut érigée dans le jardin ; son mécanisme de puisage fonctionnait grâce à une tournette actionnée par un homme. Sous le règne du prince Léopold II de Lippe (entre 1802 et 1851), eut lieu une rénovation du château qui, vers 1850,  se présentait comme un bâtiment baroque avec une entrée dominée par quatre colonnes néoclassiques. Vers 1880, le château possédait une petite tour,  avec une girouette représentant un cheval bondissant et une horloge dans le pignon avant,. La porte d'entrée était flanquée à gauche et à droite par deux cerfs au repos, et entre les quatre piliers devant le château se trouvaient trois figures de grès, un chasseur avec son chien et deux loups,. Le prince Woldemar de Lippe a plus tard remodelé l'intérieur du château dans le style néo-Renaissance.
C’est à Lopshorn, le 25 octobre 1905, que Léopold, jusqu’alors régent, apprit que la lutte  de succession de Lippe avait pris fin et qu'il régnait maintenant en tant que prince. Une foule nombreuse parcourut à cette occasion les neuf kilomètres de Detmold jusqu’à Lopshorn afin de  rendre hommage au nouveau prince de Lippe. Afin d’élargir l’espace de vie des membres de la famille et des domestiques, le toit du château fut agrandi ; de grands poêles en faïence chauffés au bois au premier étage et des poêles de fer au deuxième étage et dans le grenier fournirent la chaleur nécessaire en hiver. Leopold IV dut renoncer au trône le 12 novembre 1918. 
Le traité domanial de 1919 régla la division des possessions princières : le prince s'y vit attribuer, outre son palais résidentiel, le château de Lopshorn, y compris le haras, et le parc forestier de Berlebeck sous certaines conditions. En 1920, le sous-officier Schulz obtint un permis pour ouvrir un petit restaurant; un couple, les Kuhlmann, reprit la métaierie, puis ultérieurement l'auberge de Lopshorn.

## Le haras

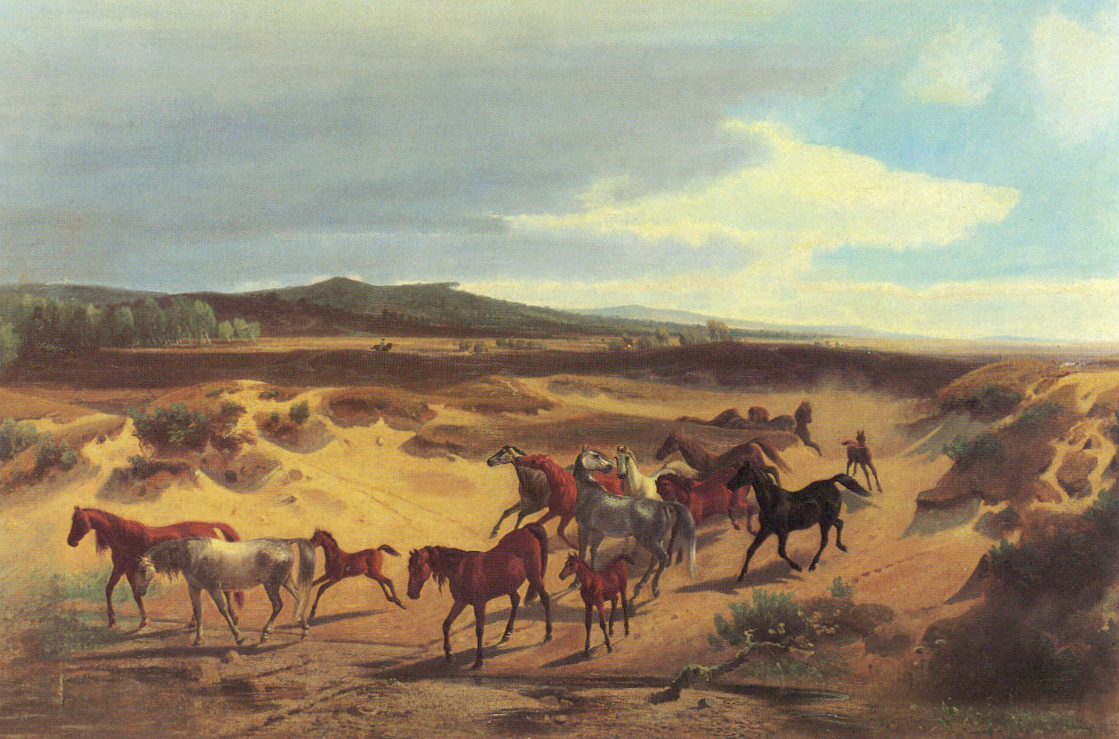
Paysage de Senne avec des chevaux (peinture de Carl Rötteken et Gustav Quentell vers 1860)

Le cheval Senner est considéré comme l’une des plus anciennes races de chevaux connues en Allemagne. Des documents de 1160 mentionnent déjà la présence de chevaux sauvages dans les landes de la Senne.  En 1493, à la demande de l'épouse du comte Bernard VII de Lippe, le nombre de ces « chevaux sauvages » est enregistré : 64 animaux, dont 23 juments et 18 poulains.
L’histoire du haras princier Senner est indissociable de Lopshorn. En 1684, le comte Simon Heinrich déplaça les haras de la haute forêt vers le voisinage immédiat de Lopshorn, le pavillon de chasse récemment construit. Les chevaux vivaient depuis des siècles dans la Senne, la morsure des animaux empêchait le boisement complet de la région et façonnait le paysage. Les chevaux devaient chercher leur propre nourriture et ce n'est qu'en cas de manque de nourriture pendant les hivers très rigoureux qu'ils venaient librement dans les écuries ouvertes du haras et y étaient nourris. 
Il existe là-dessus un rapport du maître des écuries, Johann Gottfried Prizelius :

« Comme il est de règle dans ce haras de ne nourrir les juments ni en été ni en hiver, sauf en cas d'urgence extrême, Il ne leur reste plus qu'à trouver leur nourriture dans la forêt, en hiver comme en été.
On peut comparer très commodément ces juments avec des chevaux sauvages, avec lesquels elles ont beaucoup en commun, comme de se rassembler comme eux en harde ou en groupe et de ne pas se séparer... si la neige est tombée si haut que les sommets des bruyères sont couverts, alors elles seront nourries à l'écurie de Lopshorn. »

En 1864, le séjour en liberté des chevaux dans la forêt de Teutberg et dans la Senne était limité à une zone clôturée de 38 000 acres afin de prévenir les dommages dans la forêt et sur le sol. Les juments d'un an étaient amenées  dans un parc près de Detmold pendant la saison de pâturage, et les étalons d'un an dans les pâturages de la Weser après Varenholz, près de Rinteln. À l'âge de deux ans, les juments étaient ramenées dans le troupeau à Lopshorn, les étalons restaient à Varenholz jusqu'à leur transfert à l’écurie de Detmold. En 1919, le prince Léopold IV dut céder les chevaux Senner à l’État libre de Lippe, nouvellement fondé, et s’engager selon le contrat domanial à mettre les haras de Lopshorn à la disposition de la Verband Lippischer Pferdezüchter (Association des éleveurs de chevaux de Lippe), qui devait prendre en charge l’élevage des chevaux Senner pour le compte de l’état de Lippe.  Six ans plus tard, le bail fut annulé et les chevaux restants emmenés au parc de Buchenberg, où se trouve aujourd'hui le musée de plein air de Detmold. En 1935, les seize derniers chevaux Senner furent vendus aux enchères, mais deux ans plus tard, une Hollandaise, Madame Immink, reprit l'élevage des Senner pour une courte période. Après la fin de la Seconde Guerre mondiale, la dissolution définitive du haras devint inévitable.

## La destruction
Le château de chasse, éloigné dans la forêt, semblait à l'abri de la guerre. Les archives administratives de la région de Detmold y  externalisèrent donc une partie de leurs fonds vers la fin de la Seconde Guerre mondiale. Les archives  de la maison princière  furent aussi transférées à Lopshorn. En mars 1945, le prince reçut un message de l'administrateur du district selon lequel les SS réquisitionnaient le pavillon de chasse. Le 12 mars, un détachement de SS apparut sous le commandement du Sturmbannführer Hase,  pour préparer la défense de Lopshorn contre les Américains en approche. Des trous d’homme furent mis en place dans le voisinage proche et Hase annonça à tous les résidents, y compris à un certain nombre de réfugiés de la région de la Ruhr : « Qui montre aux Américains le drapeau blanc est abattu ! »  Lorsque le bruit des armes en provenance du front se rapprocha,  le 1er avril, les SS disparurent brusquement.
Les troupes allemandes en retraite avaient ordre de défendre par tous les moyens la route entre Lopshorn et Detmold, à Mordkuhle, dans la région de la forêt de Teutberg. Le 4 avril, les tanks de l'armée américaine atteignirent Lopshorn et y restèrent trois jours avant de pénétrer dans Detmold.
Le pavillon de chasse subit de lourds dommages dans la période qui suivit, du fait de pillages causés par les prisonniers de guerre libérés du Stalag d’Augustdorf. Cependant, certains objets de valeur ainsi qu’une partie des archives purent être sauvegardés. Le 11 juin 1945, plus d'un mois après le cessez-le-feu, Lopshorn fut totalement incendié. Le château se trouvant à l'intérieur d'une zone interdite, les pompiers volontaires ne reçurent pas l'autorisation de l'éteindre. La zone entière, sauf une surface cultivable d’environ 100 hectares de terres agricoles autour de la métairie, fut saisie en 1947 par les forces d'occupation britanniques pour agrandir la zone d'entraînement militaire de Senne et est depuis devenu un territoire britannique. Les ruines laissées par l'incendie furent utilisées comme cibles pour la pratique du tir, de sorte qu'aujourd'hui, il ne reste pratiquement plus aucun vestige de mur.

## L’initiative pour la reconstruction
La reconstruction du château et la renaissance de ce qui est sans doute le plus vieux haras d’Allemagne représentent un projet ambitieux lancé par un groupe de notables de Lippe. Une société à but non lucratif, baptisée Reconstruction du château de Lopshorn a été fondée à cet effet en mai 2003.